# Azyx consocia
Azyx consocia är en fjärilsart som beskrevs av W. Warren 1899. Azyx consocia ingår i släktet Azyx och familjen mätare. Inga underarter finns listade i Catalogue of Life.